# Lenduflugsnappare
Lenduflugsnappare (Fraseria lendu) är en hotad fågel i familjen flugsnappare som förekommer i Centralafrika.

## Utseende och läten
Lenduflugsnappare är en liten (12–13 cm) och diskret flugsnappare. Ovansidan är enhetligt gråbrun, undersidan gråaktig med ljusare strupe och undergump. Liknande olivflugsnapparen har gul undre näbbhalva, men det kan vara svårt att se i fält. Lätena består av ett tunt och mjukt "tsseet tsseet" och en kort drill.

## Utbredning och systematik
Lenduflugsnappare delas in i två underarter:
- Fraseria lendu lendu – förekommer i bergsområden från nordöstra Kongo-Kinshasa till sydvästra Uganda och Kakamegaskogen i västra Kenya.
- Fraseria lendu itombwensis – är endemisk för Itombwe i östra Kongo-Kinshasa

### Släktestillhörighet
Tidigare fördes lenduflugsnappare till Muscicapa, men DNA-studier visar att arterna i släktet inte är varandras närmaste släktingar.

## Status
IUCN kategoriserar arten som sårbar.

## Namn
Arten beskrevs 1932 av James Chapin och dess svenska trivialnamn är en hyllning till honom. Dess vetenskapliga släktesnamn hedrar den engelska zoologen Louis Fraser.